# La pendiente
La pendiente fue una teleserie chilena emitida por Canal 13 entre agosto y noviembre de 1971. Fue la primera telenovela realizada íntegramente por el canal de la Universidad Católica de Chile que era emitida de manera diaria (de lunes a viernes), siendo dirigida por Hugo Miller y con una duración total de 60 capítulos.
Las grabaciones se iniciaron en mayo de 1971, estando su producción a cargo del Departamento de Comunicaciones Audiovisuales (DECOA) de la Universidad Católica de Chile. El lanzamiento oficial de la teleserie se realizó el viernes 6 de agosto, comenzando sus emisiones el 9 de agosto de 1971 a las 15:00, como parte del bloque vespertino Pasado meridiano, y finalizando el 2 de noviembre del mismo año.
Los libretos estuvieron a cargo de Mario Arancibia, mientras que el tema principal de la teleserie fue compuesto por Ricardo Jara, con el acompañamiento musical de Valentín Trujillo, e interpretado por el cantante Marcelo.

## Sinopsis
Según la prensa de la época, La pendiente contaba la historia de una familia chilena de clase media que sufría un contratiempo que los hacía enfrentarse a un incierto futuro. Valerio Fuenzalida señala que también se abarcaban las injusticias sociales pero con la finalidad de presentar contenidos educativos al respecto.

## Reacciones
Según Valerio Fuenzalida, uno de los coordinadores de la teleserie, diversos llamados telefónicos de televidentes a las oficinas Canal 13 indicaban que la telenovela era «medianamente entretenida, algunos simpatizaron con los personajes y reconocieron en ellos propias situaciones de vida», mientras que otros acusaron «intentos de manipulación o concientización».
Una encuesta realizada en septiembre de 1971 por el Departamento de Marketing de la Escuela de Economía de la Universidad Católica de Chile señaló que La pendiente obtenía una audiencia del 87,3 % de los televisores encendidos a dicha hora.

## Elenco
- Gloria Münchmeyer[2]
- Liliana Ross[2]
- Gloria Laso[2]
- Enrique Heine[2]
- Jorge Yáñez[2]
- Liliana Brescia[3]
- Ana María Vallejos[3]
- Héctor Lillo[3]
- Mireya Véliz[3]
- Alejandro Cohen[3]